# Gais Bandy
Gais Bandy (egentligen GAIS) är en bandyklubb i Göteborg som bildades på Gais-gården 27 april 2005. 2004 inledde Gais och SK Höjden det samarbete som 2005 kom att bli Gais Bandy. Laget spelade i Elitserien 2012–2014.

## Historik
Göteborgs Atlet & Idrottssällskap bildades i mars 1894 och ägnade de första åren främst åt kraftsporter och friidrott. 1915 bildades Göteborgs BK av flera gaisare. 1917 tog Gais upp bandyn som stödklubb till Göteborgs BK. 1918 vann man Klass B, och 1920 Göteborgsregionens DM. 
Bandyklubben SK Höjden bildades 1948 i Göteborg. 1978 och 1979 vann Höjden Division III, och 1989 vann laget Division 1. 1998 kvalspelade man till Allsvenskan, då Sveriges högsta division, men föll mot bland annat Vetlanda BK. 

### Gais bandy bildas

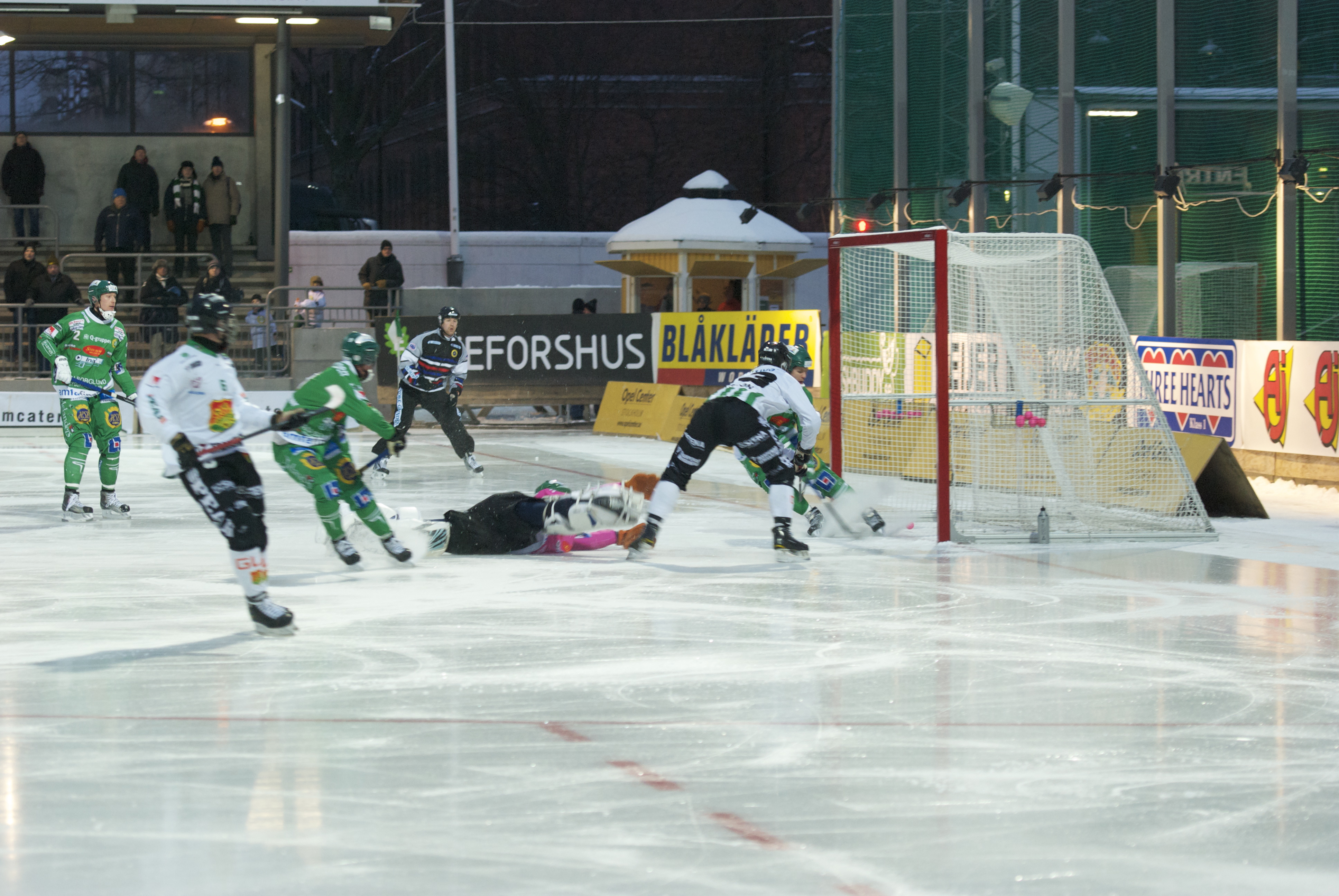
Eric Claesson gör mål mot Hammarby i elitserien 2012.

I augusti 2004 meddelades att Gais ville ge sig in i bandytoppen.
Gais Bandy bildades inför säsongen 2005–2006 genom att Gais och bandyklubben SK Höjden i april 2005 övergick i Gais Bandy, med ambition att få ett elitlag i bandy i Göteborg. Gais Bandy spelade premiärsäsongen 2005/2006 i Sveriges andradivision i bandy för herrar, och spelade sina hemmamatcher på Ruddalens IP. Året därpå lades Göteborgs BK slutligen ner.
2008 invigdes bandybanan Arena Heden, som blev hemmaarena för Gais Bandy. Säsongen 2008/2009 stod Gais Bandy som seriesegrare i Allsvenskan Södra, men föll sedan i kvalet till Elitserien. Laget slutade på fjärde plats i den södra kvalgruppen och missade att gå upp. Nästa säsong, 2009/2010, kom Gais tvåa i Allsvenskan Södra, men föll återigen i kvalet till Elitserien. 
2010/2011 vann Gais Allsvenskan och blev således kvalificerade till Elitserien 2011/2012. Trots att Gais var nykomlingar i Elitserien denna säsong lyckades man väl och var bara 4 poäng ifrån en slutspelsplats. I klubben spelade bland annat landslagsspelaren Magnus Muhrén, och den tidigare förbundskaptenen Kenth Hultqvist blev sportchef.

### Utträde ur Elitserien
Den 6 maj 2014 meddelades att klubben drog sig ur Elitserien inför säsongen 2014/2015 på grund av problemet med att få till spelbar is på Arena Heden, samt avsaknaden av planer på att bygga bandyhall i Göteborg. Gais Bandy driver nu[när?] istället skridskoskola, allmänhetens åkning samt ett knattelag i bandy för pojkar och flickor.

## Tabellplaceringar genom tiderna
| Säsong    | Tabellplacering         | Övrigt                                           |
| --------- | ----------------------- | ------------------------------------------------ |
| 2005/2006 | 5:a i Division 1 södra  |                                                  |
| 2006/2007 | 8:a i Division 1 södra  | Division 1 ändrar namn till Allsvenskan          |
| 2007/2008 | 5:a i Allsvenskan södra |                                                  |
| 2008/2009 | 1:a i Allsvenskan södra | Föll i kval till Elitserien                      |
| 2009/2010 | 2:a i Allsvenskan södra | Föll i kval till Elitserien                      |
| 2010/2011 | 1:a i Allsvenskan södra | Kvalificerade sig för Elitserien                 |
| 2011/2012 | 9:a i Elitserien        | Missade SM-slutspelet, men säkrade nytt kontrakt |
| 2012/2013 | 9:a i Elitserien        | Missade SM-slutspelet, men säkrade nytt kontrakt |
| 2013/2014 | 9:a i Elitserien        | Missade SM-slutspelet, men säkrade nytt kontrakt |

## Bilder

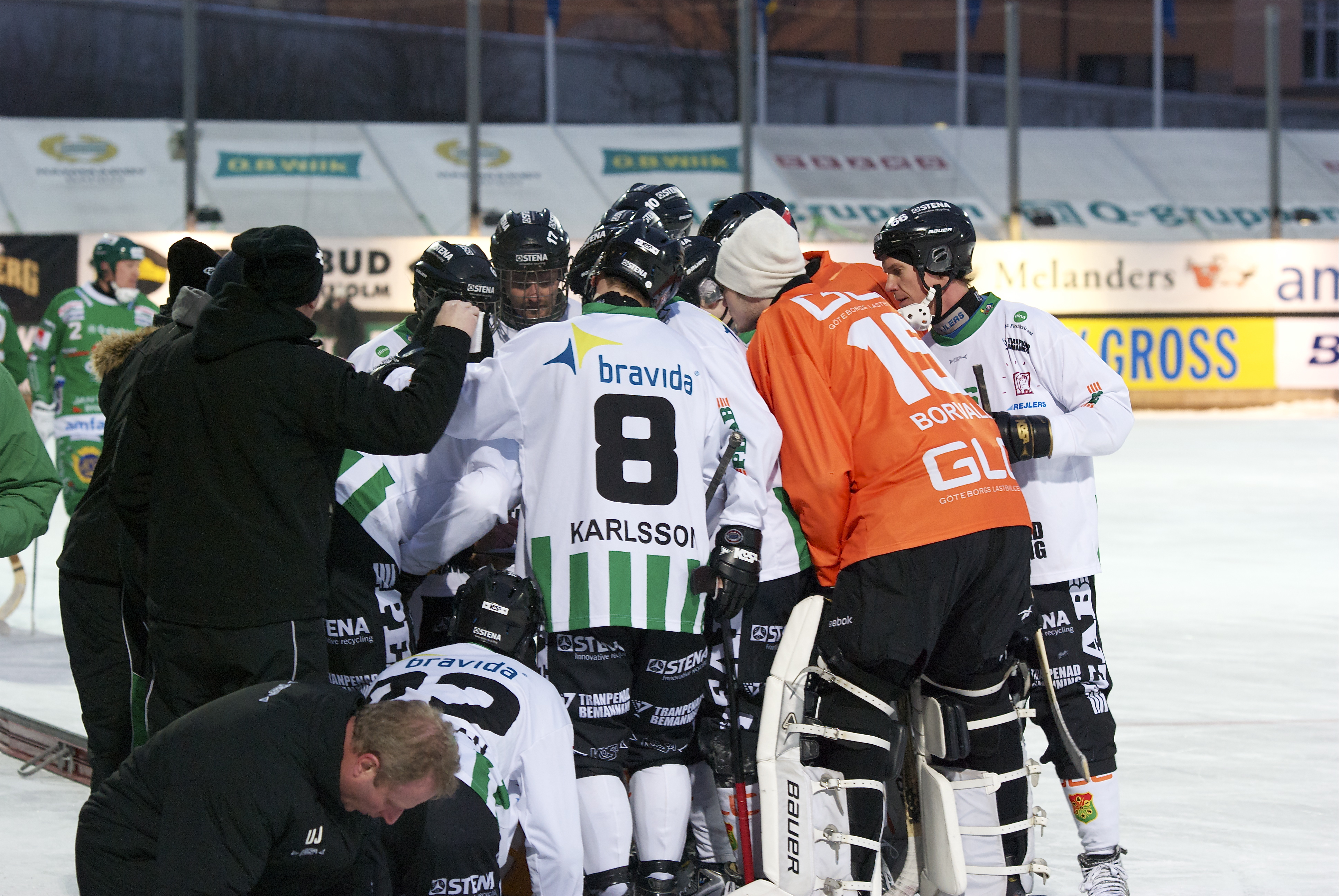
Time out under elitseriematch 2012.
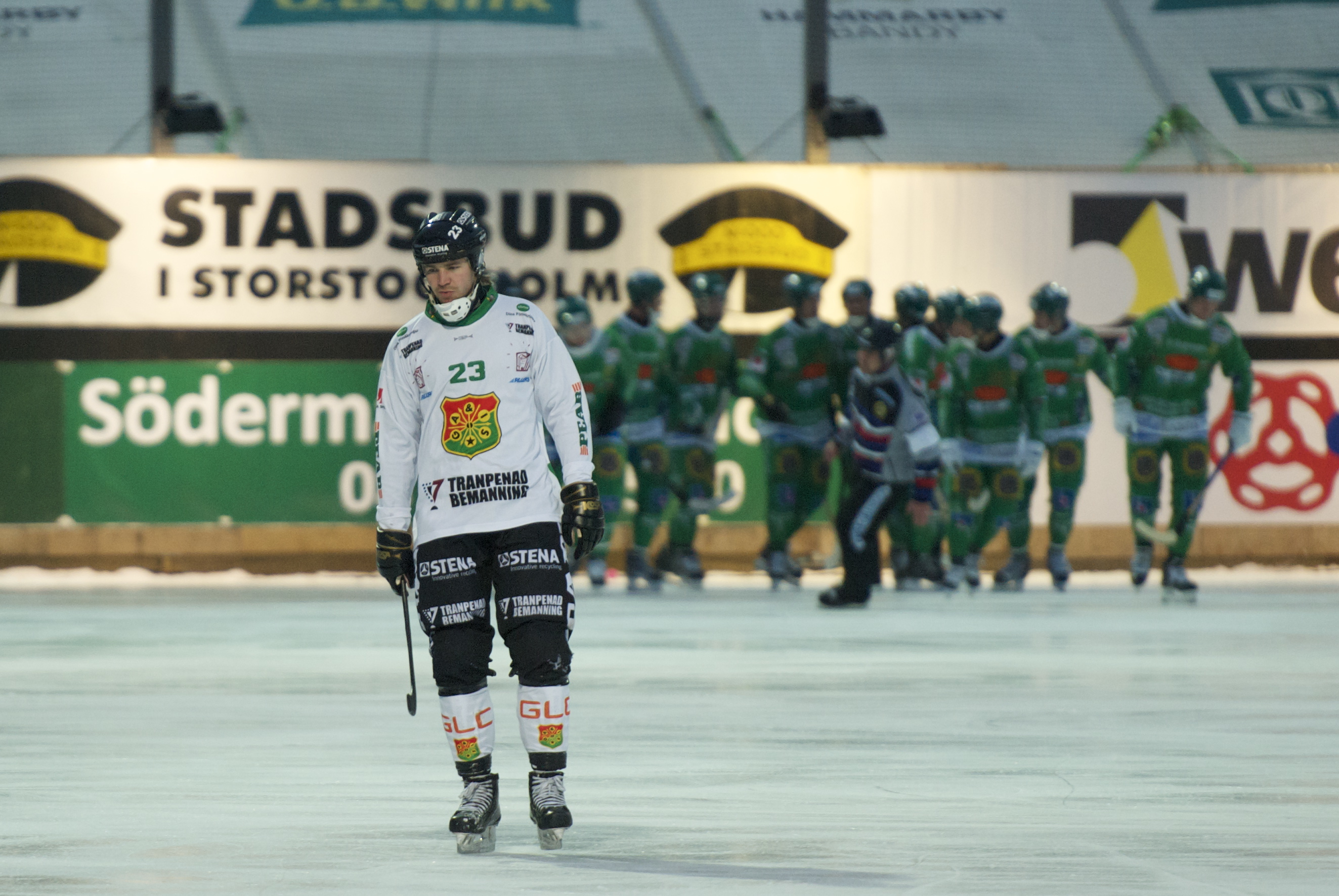
Eric Claesson under matchen mot Hammarby 2012.
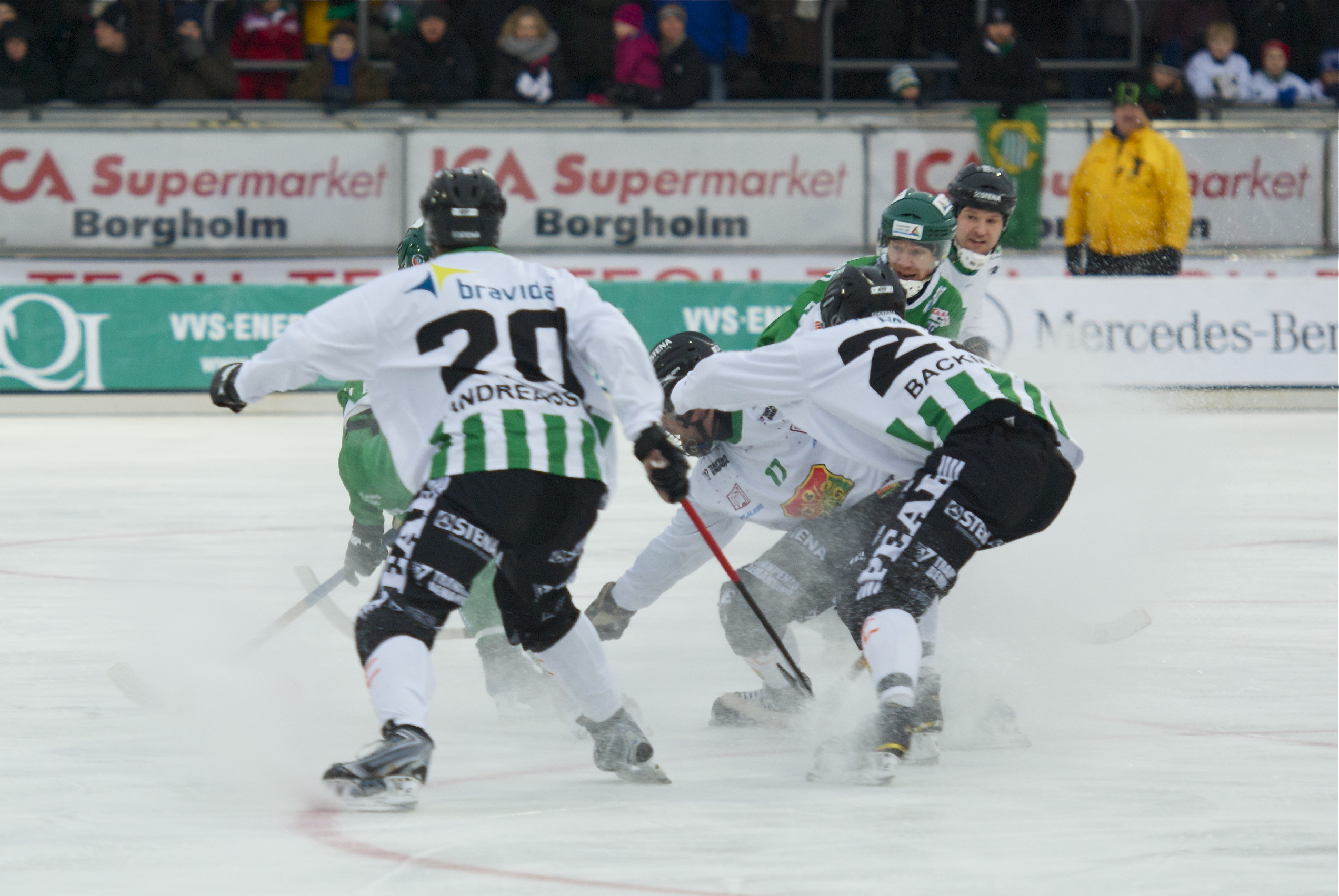
Kamp om bollen.